# میکیس تئودوراکیس
میکیس تئودوراکیس (یونانی: Μίκης Θεοδωράκης؛ زادهٔ ۲۹ ژوئیهٔ ۱۹۲۵ در خیوس – درگذشته ۲ سپتامبر ۲۰۲۱ در آتن) سازندهٔ بیش از ۱۰۰۰ ترانه، آهنگساز و کنشگر سیاسی کمونیست یونانی بود. وی نزد دانشجویان و روشنفکران ایرانی در دورهٔ انقلاب ۱۳۵۷ ایران بسیار محبوب بود. آهنگ فیلم حکومت نظامی از ساخته‌های اوست. به‌دلیل فعالیت و بحران‌های سیاسی که در یونان شکل گرفته بود او در سال ۱۹۹۰ به‌عنوان نمایندهٔ پارلمان انتخاب شد و به‌عنوان وزیر دولت برگزیده شد. با مواد مخدر و تروریسم جنگید و برای بهبود روابط فرهنگی و آموزشی بین ترکیه و یونان تلاش کرد. او علیه جنگ در عراق بود و مستمر علیه رژیم‌های دیکتاتوری فعالیت می‌کرد. او یک صدای رسا در برابر دولت یونان بود که او را در سال ۱۹۶۷ تا ۱۹۷۴ زندانی کرد.
تئودوراکیس ساخت موسیقی فیلم را از ۱۹۵۳ آغاز کرد. او برای فیلم‌های زوربای یونانی (۱۹۶۴) ساختهٔ مایکل کاکویانیس بر پایهٔ رمانی با همین نام از نیکوس کازانتزاکیس، زد (۱۹۶۹) ساختهٔ کوستا گاوراس بر پایهٔ رمانی با همین نام از واسیلیس واسیلیکوس و سرپیکو (۱۹۷۳) فیلمی از سیدنی لومت موسیقی ساخته‌است. او در کارنامهٔ فعالیتش، ده‌ها موسیقی فیلم، سمفونی، اپرا، موسیقی تئاتر و موسیقی مجلسی دارد. از دیگر فیلم‌هایی که وی برای آن‌ها آهنگسازی نموده‌است می‌توان به نامه‌هایی از ماروسیا اشاره کرد.
ساخته‌های تئودوراکیس عموما ترغیب به مقاومت و امید و عشق هستند. او به‌عنوان معروف‌ترین و بهترین آهنگساز یونانی شناخته می‌شود.

## زندگی‌نامه
میکیس تئودوراکیس در جزیرهٔ یونانی خیوس زاده شد و دوران کودکی خود را در شهرهای مختلف یونان گذراند. پدر او یک وکیل و کارمند دولتی بود. او با موسیقی محلی یونانی بزرگ شد و تحت تأثیر بیزانس بود و از بچگی می‌گفت که می‌خواهد یک آهنگساز بشود.
میکیس تئودوراکیس بدون دسترسی به آلات موسیقی از بچگی تلاش می‌کرد که آهنگ بسازد و نخستین کنسرت خود را در سن ۱۷سالگی اجرا کرد. با آغاز جنگ جهانی دوم، در کنار نهضت مقاومت یونان علیه آلمان نازی جنگید که یونان را اشغال کرده بودند. او در سال ۱۹۴۳ به آتن رفت و عضو یک واحد نیروی ذخیرهٔ نظامی در ارتش آزادی‌بخش یونان در مبارزه علیه نیروهای بریتانیایی شد. در جریان جنگ داخلی یونان به‌دلیل‌ مبارزاتش عنوان "عنصر خطرناک" را به او داده بودند. میکیس تئودوراکیس دستگیر و به جزیرهٔ ایکاریا تبعید شد. در آنجا مورد شکنجه قرار گرفت و دو بار زنده به خاک سپرده شد. در دوره‌ای که او زندانی و مخفی نبود از سال ۱۹۴۳ تا ۱۹۵۰ در کنسرواتوار آتن تحت نظر فیلوکتیس اکونومیدس به آموزش پرداخت. در سال ۱۹۵۰ تحصیلات خود را به پایان رساند. سپس به کرت رفت و رئیس مدرسهٔ موسیقی خانیا شد و نخستین ارکستر خود را بنیان گذاشت.

## تحصیلات در پاریس
در سال ۱۹۵۴ با همسر خود به پاریس رفت و در زمینهٔ تحلیل و تفسیر موسیقی به تحصیل پرداخت. زندگی در پاریس دومین مرحله زندگی حرفه‌ای او بود. نخستین اثر او کنسرتو پیانو بود که اجرایی برای باله بود. چند اثر او از جمله کارنوال یونان، مورد تحسین جهانی قرار گرفت. در سال ۱۹۵۷ او مدال طلای جشنواره موسیقی مسکو را برد. در سال ۱۹۵۹ پس از اجرای موفقیت‌آمیز در لندن، آهنگساز فرانسوی داریوس میو او را نامزد برنده جایزه آمریکایی کاپلی (Copley) کرد.

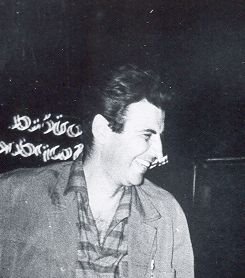
میکیس تئودوراکیس پس از بازگشت به یونان

## بازگشت به یونان
میکیس تئودوراکیس در سال ۱۹۶۰ به یونان برگشت و به موسیقی اصیل یونان پرداخت. او با اجرای ترانه Epitaphios یک انقلاب فرهنگی در سرزمین خود ایجاد کرد. تأثیرگذارترین و مهم‌ترین آثار او بر پایه اشعار یونانی هستند. او تلاش کرد به موسیقی یونانی جایگاه بالایی بدهد که چنین جایگاهی را از دست داده بود. میکیس تئودوراکیس ترکیب موسیقی متاسیمفونیک، ترکیب سمفونی را با آهنگ‌های معروف یونانی و غربی و سازهای محبوب یونانی در هم آمیخت و توسعه داد. او ارکستر کوچک آتن را تأسیس کرد. کنسرت‌های بسیاری را در سراسر یونان و خارج انجام داد. به‌طور گسترده‌ای در سیاست کشور خودش شرکت داشت. پس از قتل گرگوریس لمبریکس در مه ۱۹۶۳ جنبش سیاسی جوانان لامرباکسیس را تأسیس کرد و به عنوان رئیس انتخاب شد.

## دوران دیکتاتوری
در ۲۱ آوریل ۱۹۶۷ یک رژیم متشکل از نظامیان قدرت را به دست گرفت. تئودوراکیس زندگی مخفی زیرزمینی آغاز کرد و جبهه میهن را تشکیل داد. پس از مدتی حکمی صادر شد که گوش کردن به آهنگ‌های او ممنوع اعلام شد و خودش نیز ممنوع‌الخروج شد. در همان سال وی دستگیر شد و برای ماه‌ها زندانی شد و پس از آزادی به همراه همسر و دو دخترش به به زاتونا تبعید شد. بعدها او در اردوگاه کار اجباری مشغول به کار شد. جنبش همبستگی بین‌المللی که توسط شخصیت مهمی نمایندگی می‌شد خواستار آزادی تئودوراکیس شد. به درخواست سیاستمدار فرانسوی ژان–ژاک سروان–شرایبر، تئودوراکیس در ۱۳ آوریل ۱۹۷۰ اجازه پیدا کرد به پاریس برود. بلافاصله وقتی وارد پاریس شد تحت درمان قرار گرفت زیرا از بیماری سل رنج می‌برد.

## مقاومت در تبعید
در دوران تبعید، تئودوراکیس چهار سال برای سرنگونی حکومت نظامی جنگید. او تورهای جهانی خود را آغاز کرد و هزاران کنسرت را در همه قاره‌ها برای بازسازی دموکراسی در یونان اجرا کرد. همچنین با پابلو نرودا و سالوادور آلنده دیدار کرد. او از جمال عبدالناصر، یاسر عرفات، و ایگال آلون عنوان دریافت کرد و فرانسوا میتران و اولاف پالمه، و ویلی برانت به دوستانش تبدیل شدند. تئودوراکیس برای میلیون‌ها آدم در سراسر جهان، نماد مقاومت در برابر دیکتاتوری یونان بود. پس از سقوط حکومت دیکتاتوری در یونان، تئودوراکیس در سال ۱۹۷۴ به یونان بازگشت و به کنسرت‌های خود در یونان و خارج از کشور ادامه داد. بعدها او سه بار به عنوان نماینده پارلمان انتخاب شد و برای دو سال از سال ۱۹۹۰ تا ۱۹۹۲ به عنوان وزیر دولت ایفای نقش کرد. او متعهد شد که آگاهی بین‌المللی نسبت به حقوق بشر، مسائل محیط زیستی و صلح را بالا ببرد و در همین رابطه با نویسنده و موسیقیدان ترک Zülfü Livaneli، انجمن دوستی یونان و ترکیه را تأسیس کرد. او در این بخش از زندگی هنری خود، تأثیرگذارترین سمفونی‌های خود (از جمله سمفونی ۳، ۴ و ۷) را ساخت که همه آن‌ها بین سال‌های ۱۹۸۲ تا ۱۹۸۹ اجرا شدند. در این هنگام، او جایزه صلح لنین را برد. تئودوراکیس نخستین اپرای خود به نام کوستاس کاریتاکیس و باله زوربای یونانی را تنظیم کرد که در جشنواره ورنا در سال ۱۹۸۸ اجرا شد. او دکترای افتخاری خیلی از دانشگاه‌ها از جمله دانشگاه مونترال و کرتا را داشت.

## پس از دیکتاتوری
پس از سرنگونی حکومت نظامی‌ها، میکیس تئودوراکیس به نمایندگی مجلس و دو سال وزارت (۹۰-۱۹۹۲) رسید. او با وجود کار سیاسی، حرفه آهنگسازی را هرگز ترک نکرد و در سراسر جهان کنسرت موسیقی برگزار کرد.
پس از بحران اقتصاد جهانی ۲۰۰۸ در سال ۲۰۱۰ علیه ریاضت و ورشکستگی اقتصادی در یونان به همراه معترضان، خواستار دریافت غرامت از آلمان در زمان اشغال یونان در جنگ جهانی دوم شد.

## گزیده موسیقی‌های متن اصلی
- ۱۹۶۰: ماه عسل (مایکل پاول)
- ۱۹۶۱: فدرا (ژول داسن)
- ۱۹۶۲: پنج مایل مانده به نیمه‌شب (آناتول لیتواک)
- ۱۹۶۲: الکترا (مایکل کاکویانیس)
- ۱۹۶۴: زوربای یونانی (مایکل کاکویانیس)
- ۱۹۶۹: زد (کوستا گاوراس)
- ۱۹۷۲: حکومت نظامی (کوستا گاوراس)
- ۱۹۷۳: نبرد سوتیسکا (Stipe Delić)
- ۱۹۷۳: سرپیکو (سیدنی لومت)
- ۱۹۷۶: نامه‌هایی از ماروسیا (میگل لیتین)
- ۱۹۷۷: ایفیگنیا (مایکل کاکویانیس)